# Oskar Korsár
Oskar Korsár, född 1977 i Umeå, är en svensk konstnär. Han är mest känd för sina detaljerade tuschteckningar och för sina skulpturer i brons. 
Korsár är utbildad vid Konstfack i Stockholm 1998–2001 och hans verk har ställts ut både i Sverige och internationellt. 2016 tilldelades han Åke Andréns konstnärsstipendium på 500 000 kronor. Hösten 2017 visas en tillbakablickande utställning som spänner över hela hans konstnärskap på Fullersta gård i Huddinge. 
Oskar Korsár finns representerad på Moderna museet i Stockholm.